# Fath 360
Fath-360 ( перс . فتح-۳۶۰, переводится как "победа") — компактная иранская тактическая ракета малой дальности. По своим характеристикам примерно сравнима с ракетой GMRLS. Подобно GMRLS, предназначена в первую очередь для поражения вблизи фронта техники противника, такой как как системы ПВО, бронемашины и склады боеприпасов, а также фронтовых командных пунктов; также как для контрбатарейной борьбы. Производится Организацией аэрокосмической промышленности (AIO). В отличие от GMRLS, имеет примерно в 1,5 раза выше дальность, скорость полёта и мощность боевой части. Также Fath-360 делает ставку на использование дешёвых гражданских грузовиков как пусковых установок, за счёт механики сдвигания тента пусковая установка неразличима с тентованным грузовиком до приведения в боевое положение. Тактическое применение Fath-360 строится больше на использовании большого количества малозарядных пусковых установок по 2 ракеты, которые рассредоточиваются вдоль фронта для создания непрерывной полосы покрытия ударами на глубину 70-80 км. Максимально пусковая установка может нести 6 ракет. Благодаря высокой скорости и маневренности Fath 360 способны сбивать только самые современные комплексы ПВО, такие как Patriot, более простые фронтовые ЗРК могут быть сами поражены ракетой.

## История
11 апреля 2023 года иранская армия получила несколько пусковых установок Fath-360 на церемонии. Сообщается, что было произведено 1400 ракет этого типа В 2024 году аналитический центр Фонд защиты демократий (FDD) по спутниковым снимкам обнаружил 30 новых производственных и складских зданий на военной базе Модаррес и ракетном производственном комплексе Ходжи для резкого увеличения производства ракет Fath 360.
10 августа 2024 года агентство Reuters заявило, что российские солдаты посещают Иран для прохождения обучения по программе Fath 360 в рамках предыдущего контракта, предположительно подписанного 13 декабря между двумя странами. 7 сентября 2024 года Times сообщила, что по данным украинской разведки завершена поставка в Россию первой партии в количестве более 200 единиц. 10 сентября 2024 Госсекретарь США Энтони Блинкен заявил, что в Иране прошли обучение "десятки" операторов ракет Fath-360 из ВС РФ.
Факт поставок ракет России признал  член комитета по национальной безопасности и внешней политике парламента Ирана Ахмад Бахшаеш Ардестани. По его заявлению, ракеты были проданы России по бартеру на встречные поставки пшеницы и сои. Портал Iran International отметил, что России удалось добиться продажи Ирану своей зерновой продукции в рамках такого бартера по цене на 20% выше средней мировой, всего на закупки ракетного вооружения может быть направленно Россией около $1 миллиарда долларов по таким сделкам.

## Тактическое применение
Тактически Fath-360 является аналогом GMRLS, но с несколько большей дальностью (120 км против 70 км) и более крупной боевой частью (150 кг против 90 кг). Также Fath-360 имеет существенно большую скорость - 4 Маха против 2,5 Маха у GMRLS.  Аналогично GMRLS, объектами поражения являются отдельные единицы техники, огневые точки, небольшие здания и т.п. Жан Лу Самаан, старший научный сотрудник Института Ближнего Востока, указывает, что Fath 360 тактически это ракета для целей прифронтовой зоны и является эффективным оружием в сценариях позиционной "войны на истощение", т.к. постепенно уничтожает много ценной техники противника в прифронтовой полосе.

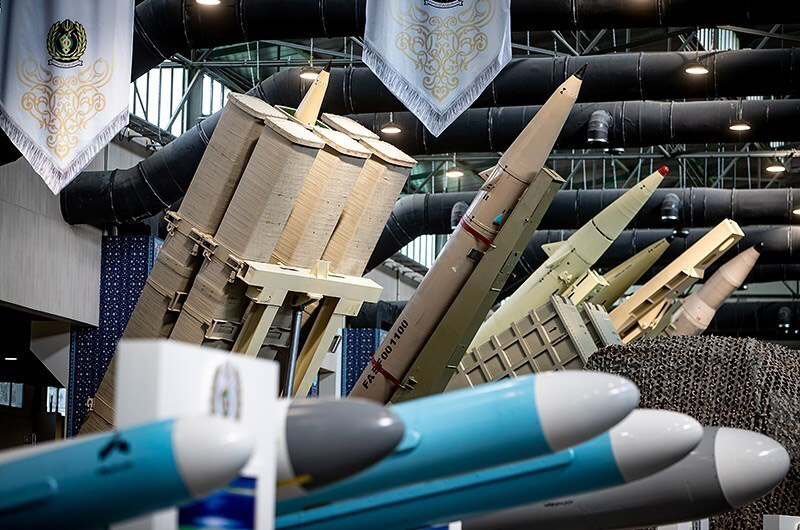
Первое публичное представление Fath 360 на выставке в 2020 году. Ранние версии пусковых установок имели квадратный профиль контейнеров. Сама ракета видна в центре на открытом пусковом рельсе, который использовался для тестовых пусков

Подобно GMRLS, ракета Fath-360 является относительно дешёвым ракетным оружием, хотя цена ракеты не раскрывается, но многие эксперты отмечают, что определённо она намного ниже стоимости таких тяжёлых ракет, как Искандер, что позволяет экономически эффективно поражать небольшие цели, как гаубицы, бронемашины и т.п. Особенностью Fath-360 является большая ставка на применение лёгких дешевых гражданских грузовиков как пусковых установок, что позволяет довольно дёшево насыщать фронт их большим количеством, а также эффективно маскировать пусковые установки под грузовики. Для сравнения, в 2023 году закупка Австралией 22 установок HIMARS  с боекомплектом из 190 ракет обошлась более чем $1,5 миллиарда долларов
По мнению ISW, ракета может применяться для разрушения промышленной и энергетической инфраструктуры прифронтовых городов.  Джон Харди, заместитель директора Фонда защиты демократий (FDD), с этим не согласен и считает, что Fath-360 имеет слишком малую дальность и слишком слабую боевую часть для инфраструктурных ударов и главное назначение ракеты - поражение техники на глубину фронта около 70-80 км с учётом удаления пусковой установки на безопасное расстояние от ответных ударов. Госсекретарь США Энтони Блинкен сообщил официальную точку зрения США, что тактически Fath-360 будет использоваться для поражения фронтовых целей, но это позволит России освободить свои запасы тяжёлых дальних ракет для ударов по тылам Украины, в том числе инфраструктурных. Жан Лу Самаан с этим согласен и отмечает, что Fath 360 закрывает пробел оборонной промышленности России в массовом производстве легких управляемых ракет малой дальности.
Для увеличения вероятности преодоления ПРО/ПВО, ракета на финишном участке разгоняется до скорости более чем 4 Маха (5000 км/ч). Вероятность преодоления ПВО также повышают небольшие размеры и высокая манёвренность Fath-360. Эксперт по ракетным вооружениям из IISS Фабиан Хинц считает, что Fath-360 могут сбивать только самые современные системы ПВО как Patriot, но он отмечает, что массовые запуски Fath-360 могут привести к перегрузке и таких систем. Также малая ракета Fath 360 стоит определенно намного меньше, чем одна ракета Patriot PAC-3 стоимостью 2-4 миллиона долларов. Джан Касапоглу, старший научный сотрудник Института Хадсона, согласен с выводами Хинтца и указывает, что массовый запуск относительно дешевых Fath 360 представляет угрозу даже серьезному позиционному району ПВО в зоне их досягаемости.
Global Security отмечает, что высокая скорость ракеты также используется для сокращения подлётного времени, чтобы снизить вероятность ухода цели от удара. Фабиан Хинц с этим согласен и отмечает, что Fath 360 дает совсем другие возможности по поражению целей, чем дроны подобные Ланцет, т.к. быстрое время реакции имеет огромное тактическое значение и разведывательный БПЛА может практически мгновенно поражать цели, которые только что увидел: обнаруженная система ПВО, средства материально-технического снабжения войск и т.п. Джан Касапоглу поддерживает эту точку зрения и добавляет, что Fath 360 как твердотопливная ракета имеет чрезвычайно короткий цикл от получения цели до выстрела, что делает ее "грозным оружием".

## Учебно-тренировочный комплекс
Особенностью Fath 360 является не просто наличие компьютерного симулятора для обучения операторов, а специальной учебной версии ракеты и пусковой установки, причем учебная ракета достаточно инновационной конструкции. В учебной системе используется макет планера настоящей ракеты Fath 360, но внутри нее вставлена дешевая 122-мм ракета РСЗО «Араш» (иранский клон РСЗО Град). Ракета Араш выстреливается из макета через отверстие спереди, после макет снова может быть перезаряжен. Полноформатный макет ракеты позволяет расчету отработать операции погрузки и разгрузки ракет. Учебный выстрел с помощью Араш позволяет отработать оператору действия по контролю поражения целей и смену позиции после стрельбы. Поскольку стоимость одного такого учебного пуска крайне низка, то расчеты Fath 360 к моменту боевого применения уже имеют большой опыт практической стрельбы из комплекса

## Конструкция

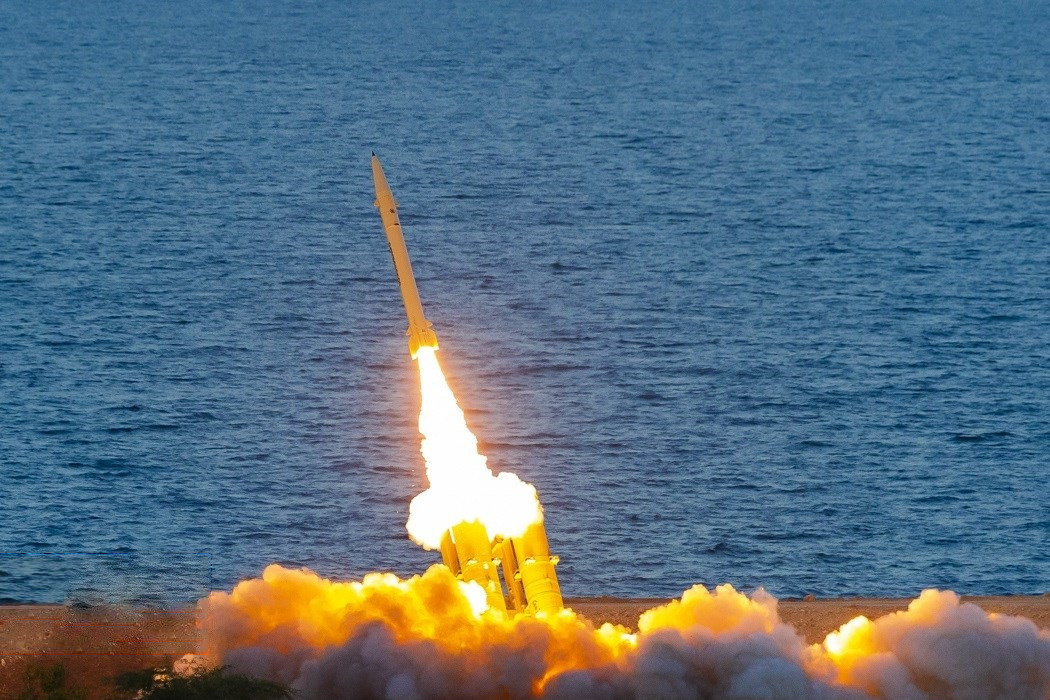
Пуск Fath-360 из установки на 2 ракеты

Ряд экспертов полагают, что Fath 360 создана путем миниатюризации давно используемой Ираном твердотопливной ракеты Fateh-110 .
Малый вес и небольшие размеры позволяют размещать несколько таких ракет на пусковой установке на базе гражданского грузовика.

### Ракета
Fath 360 впервые был показан под названием Fath на военной выставке 21 августа 2020 года. Ракета почти вдвое меньше по длине, чем Fateh-110, но является практически точной её уменьшенной копией по аэродинамической схеме: также четыре крыла около сопла, четыре треугольных стабилизатора чуть выше и четыре маленьких стабилизатора около носового обтекателя. Ракета несёт боевую часть весом 150 кг и запускаться со скоростью 3 Маха (3672 км/ч), перед атакой цели скорость достигает 5000 км/ч.

### Пусковая установка и тактика её применения

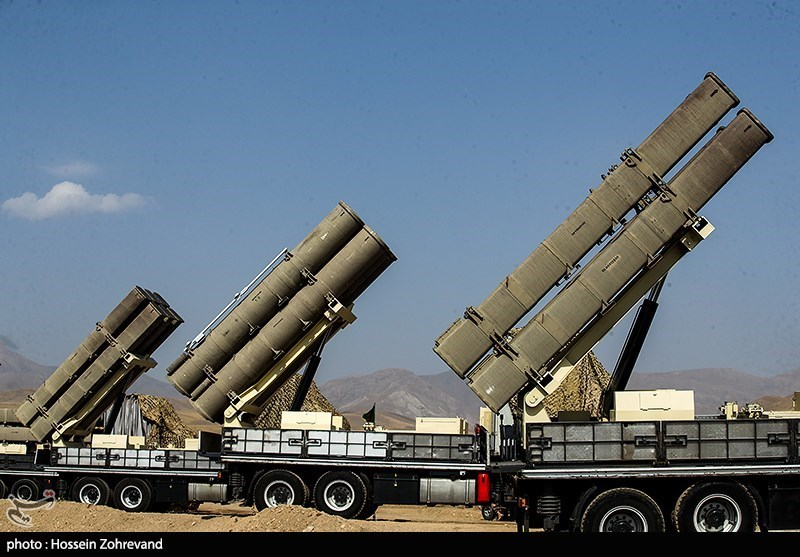
В зависимости от серии пусковая установка Fath 360 может иметь круглые или квадратные в профиле контейнеры для ракет

Сам контейнер замаскирован под обычную модификацию грузовика с тентом, где тент сдвигается специальным механизмом перед пуском. Внешне до этого пусковая установка неразличима с грузовиком. Тактически Fath-360 во многом рассчитан на контрбатарейную борьбу, ударов по системам фронтового ПВО или поражения другой единичной ценной техники, появившейся в зоне дежурства малой ОТРК. Для такой тактики одиночных ударов поставляются пусковые установки сокращенного боекомплекта на 2, 3 или 4 ракеты, полный вариант пусковой установки несёт 6 ракет. Таким образом, Fath-360 рассчитан больше не на одну крупную пусковую установку, а на рассредоточение множества замаскированных под грузовики пусковых установок с 2-4 ракетами для засад на ценную технику противника в полосе вдоль фронта на типовую глубину поражения около 70-80 км, с учётом обычного расположения пусковых установок вне зоны огня артиллерии противника. Такая тактика применения множества рассредоточенных вдоль фронта пусковых установок на 2 ракеты была показана на учениях армии Ирана в 2022 году. По данным FDD в боевых действиях в Северном Ираке при обстрелах позиций курдских формирований также принимали участие множество 2х зарядных пусковых установок Fath-360. По данным Рейтер Россия рассчитывает использовать пусковые установки именно на 2 ракеты. Агентство Рейтер позднее сообщило, что Иран не выполнял поставку своих пусковых установок на базе грузовиков Мерседес. По мнению Фабиана Хинтца это связано с низкой прочностью и проходимостью гражданских грузовиков Мерседес для военных условий, поэтому российские военные вероятно переставят пусковые контейнеры на свои военные грузовики. ВС РФ использует для малых ракетных систем Урал 4320, который применяется как шасси для РСЗО Град и Торнадо-Г.
Аналогично и другим системам ОТРК, Fath-360 оптимизирован под тактику "выстелил-беги" (“shoot and scoot”). Очень лёгкий вес пускового контейнера позволяет гражданскому грузовику скрыться с позиции на пределе своих скоростных характеристик.

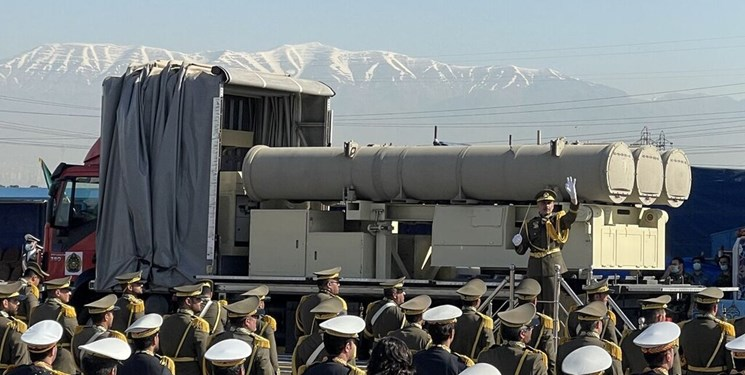
Версия пусковой установки Fath-360 на 3 ракеты для ударов по единичным целям из засады

### Точность удара и радиус поражения
Fath 360 использует спутниковую навигационную систему ГЛОНАСС в качестве своего наведения, точность по спутниковому наведению 5-10 метров. Ракета использует ИНС в качестве вторичной системы для наведения в условиях РЭБ. Погрешность попадания ракеты по гироскопам ИНС составляет менее 30 метров. Фабиан Хинц из IISS указывает, что на фотографиях Fath-360 видны сразу несколько крупных приемников CRPA для защиты от попыток подавления спутниковых сигналов с помощью РЭБ, за счет динамического изменения диаграммы направленности с резким подавлением РЭБ шумов. Хинц отмечает, что это уже стандартное решение отработанное на дронах Шахед. По мнению IISS, также Fath-360 может быть оборудован электронно-оптической ГСН, для наведения на цель по фотографиям местности и цели, на что РЭБ повлиять не в силах.
Все тактические ракеты обычно имеют радиус поражения значительно выше погрешности наведения. Например, радиус поражения шрапнелью у GMRLS при 90 кг боевой части для небронированных целей как грузовики или расчёты гаубиц заявляется как 150 метров. Боевые части в 150 кг как у Fath 360 обычно имеют максимальный радиус разлёта шрапнели около 200 метров, но гарантированный радиус поражения намного меньше, особенно тяжёлыми осколками для пробивания легкой бортовой брони САУ или БТР, и составляет не более 30 метров.
Точность в 10 метров и высокая вероятность преодоления систем ПРО стала неожиданностью для израильских экспертов, которые анализировали ракетный удар Ирана по хорошо защищённой авиабазе США Аль-Асад в январе 2020 года в ответ на убийство США генерала КСИР Касема Сулеймани. Из 17 ракет 15 смогли преодолеть ПРО авиабазы и поразить цели с указанной точностью. По мнению израильских экспертов, такая точность достигнута не за счёт гражданских приёмников ГЛОНАСС, а благодаря передаче Россией Ирану части военных технологий спутниковой навигации на базе ГЛОНАСС.
С другой стороны, журналисты Business Insider обратили внимание на низкую точность ударов иранской жидкостной ракеты Шахаб-3 и из этого сделали предположение, что точность Fath 360 также может быть ниже официальных заявлений. Эксперт по ракетным технологиях Бехнам Бен Талеблу из Фонда защиты демократий, отметил, что журналисты ошибаются в своих предположениях, т.к. старая жидкостная ракета на технологиях 1970х на базе Дунфэн-21 не имеет отношения к твердотопливной Fath 360, которая является производной по системе управления от Fateh 110, которая в свою очередь известная как как самая точная ракета в арсенале Ирана.

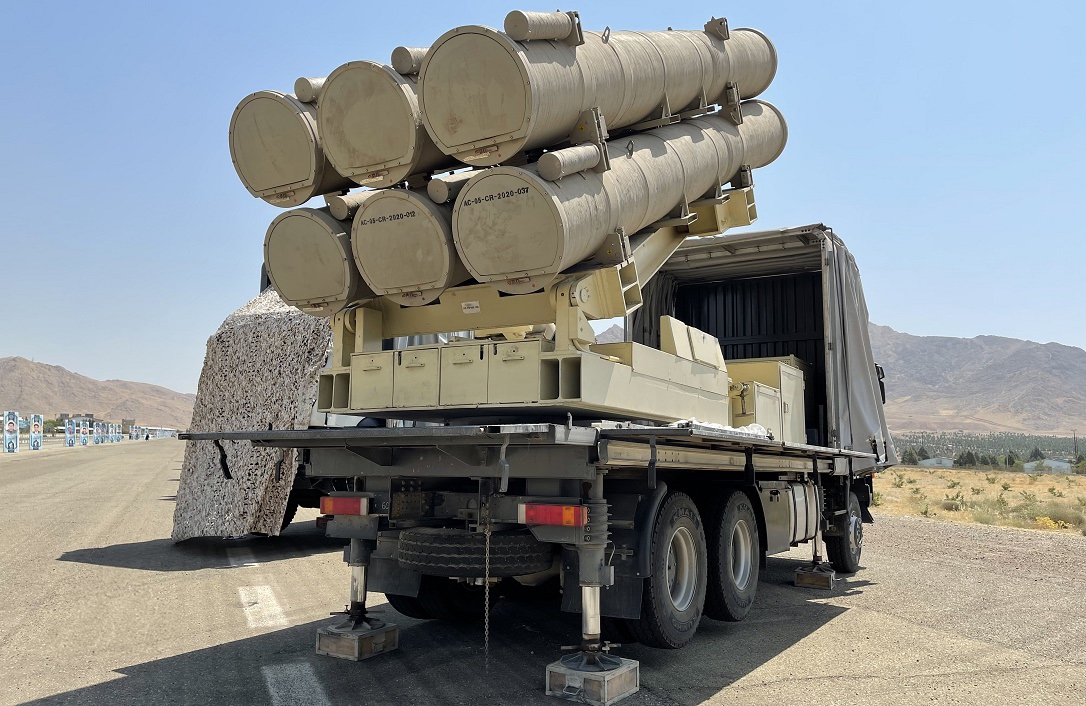
Вид пусковой установки Fath 360 на 6 ракет сзади

## Объем выпуска
По официальным данным, изготовлено 1400 ракет.

## Операторы
- Пуск Fath 360 из 4х зарядной установки

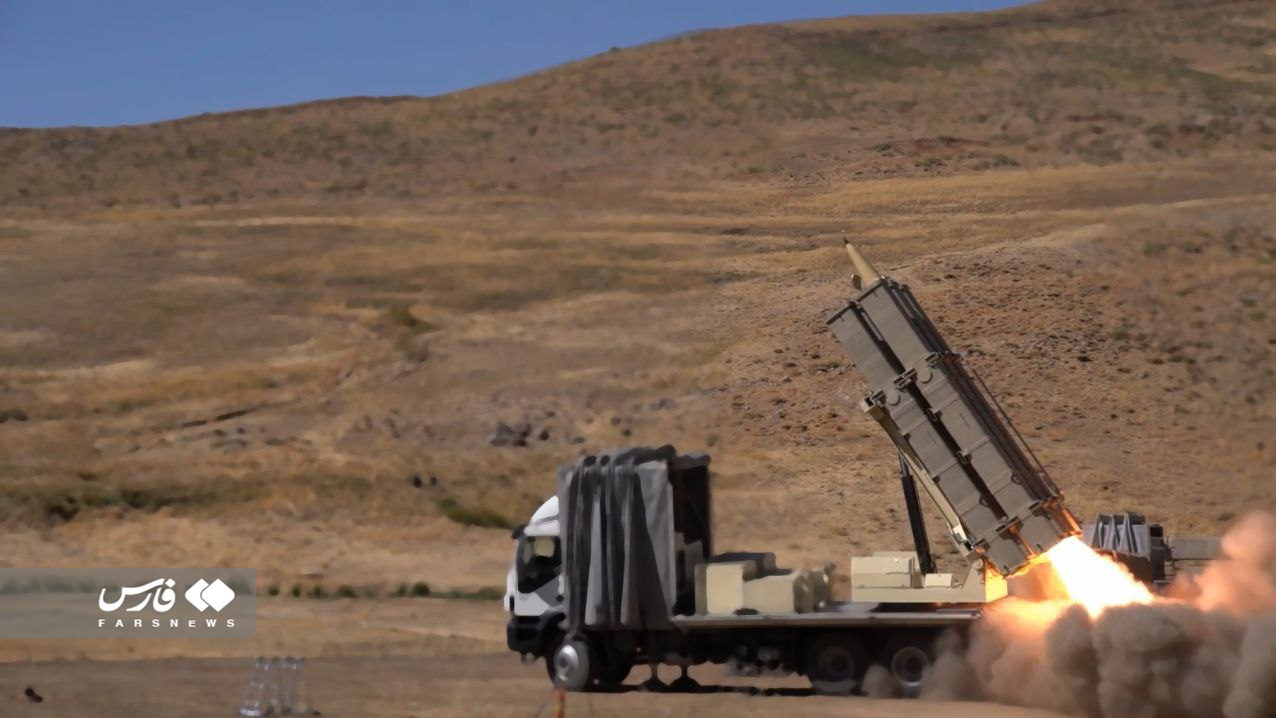
Пуск Fath 360 из 4х зарядной установки

  - Исламская Республика Иран: Сухопутные войска;[11]
  - Сухопутные войска Корпуса Стражей Исламской Революции.[38]
- - Российская Армия.[39]

## История эксплуатации
Fath-360 был впервые запущен в ходе военных учений Eghtedar 1401 в Насрабаде , Исфахан .
В январе 2020 года ракеты использовались для удара по авиабазе США Аль-Асад.
Fath-360 использовался минимум для трёх атак на позиции курдских формирований в Северном Ираке в 2022 году. Аналитический центр FDD зафиксировал 73 поражения ракетами целей и активность 12 пусковых установок.
Российско-украинская война
По данным на сентябрь 2024 года, Россия получила из Ирана более 200 ракет Fath-360 в дополнение к миллионам артеллерийских снарядов и тысячам ударных дронов.